# Jersey Dogs
Jersey Dogs war eine US-amerikanische Speed- und Thrash-Metal-Band aus Hoboken, New Jersey, die im Jahr 1989 gegründet wurde und sich etwa 1993 wieder auflöste.

## Geschichte
Die Band entstand im Jahr 1989, nachdem sich im selben Jahr die Gruppe Attacker aufgelöst hatte. Jersey Dogs bestand aus dem Sänger und Bassisten Lou Ciarlo, den Gitarristen John Ilaw und Mike Benetatos und dem Schlagzeuger Michael Sabatini. Noch im selben Jahr folgte die erste EP Don't Worry, Get Angry!, die neben drei eigenen Liedern eine Coverversion von AC/DCs Dirty Deeds Done Dirt Cheap und Van Halens Somebody Get Me a Doctor enthielt. Es schloss sich im Jahr 1990 das Debütalbum Thrash Ranch an. 1993 erschien ein selbstbetiteltes Demo, ehe sich die Band auflöste. Für das Jahr 2005 war ein neues Album geplant, das bisher jedoch noch nicht erschien. Am 16. Februar 2010 veröffentlichte die Band MP3-Dateien, die Audioaufnahmen von einem Konzert am 3. Februar 1990 in New Rochelle im Bundesstaat New York zusammen mit Biohazard waren.

## Stil
classicthrash.com schrieb, das Albumcover von Thrash Ranch würde fälschlicherweise auf das einer Glam-Metal-Band der 1980er-Jahre hindeuten, jedoch sei die Musik eine Mischung aus Thrash- und Speed-Metal, vergleichbar mit den Werken von Megadeth und Mortal Sin. thethrashmetalguide.com verglich die Band mit San-Francisco-Bay-Area-Thrash-Metal-Bands wie Metallica und Testament. Zudem höre man in Liedern wie Greasy Funk Chicken Einflüsse aus dem Funk heraus, sodass Parallelen zu Bands wie Mordred zu erkennen seien.

## Diskografie
- 1989: Don't Worry, Get Angry! (EP, Wild Rags Records)
- 1990: Thrash Ranch (Album, Grudge Records)
- 1993: Jersey Dogs (Demo, Eigenveröffentlichung)